# ۲۹۲ (پیش از میلاد)
۲۹۲ (پیش از میلاد) ۲۹۲مین سال قبل از تقویم میلادی است.